# Alexander Harrison

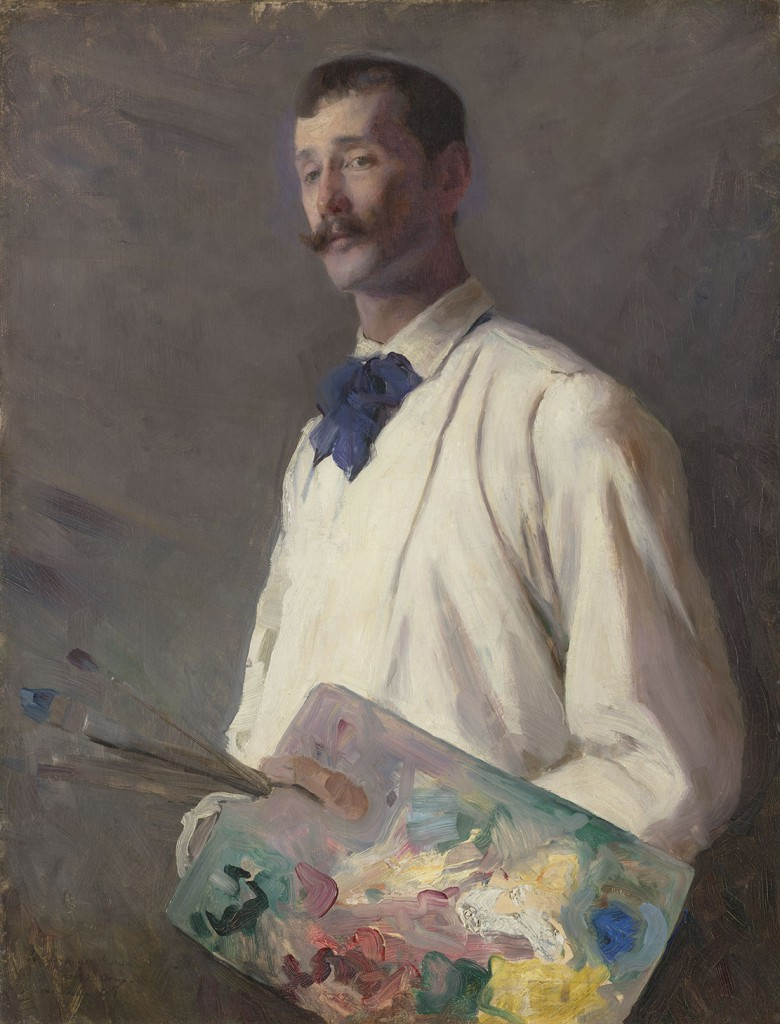
Cecilia Beaux: Portrait von Alexander Harrison, 1888. Virginia Museum of Fine Arts

Thomas Alexander Harrison (* 17. Januar 1853 in Philadelphia, Pennsylvania; † 13. Oktober 1930 in Paris, Frankreich) war ein US-amerikanischer Marinemaler, der den Großteil seiner Karriere in Frankreich verbrachte.

## Leben
T. Alexander Harrison wurde in Philadelphia geboren und studierte von 1871 bis 1872 an der Kunstakademie von Pennsylvania, bevor er 1879 nach Frankreich ging, wo er den Rest seines Lebens zwischen Paris und der Bretagne verbrachte. In Paris studierte er im Atelier von Jules Bastien-Lepage und an der Ecole des Beaux-Arts bei Jean-Léon Gérôme, einem akademischen Maler orientalischer Szenen, der auch Thomas Eakins und Mary Cassatt ausbildete. Alexander Harrison wurde eine wichtige Person in der Künstlerkolonie von Concarneau in der Bretagne, und Cecilia Beaux, die ebenfalls mit der Kolonie in Verbindung stand, berichtete, dass seine frühere Ausbildung als Ingenieur seine analytische Malweise beeinflusste. Sein Werk fand internationale Anerkennung und wurde mit zahlreichen Preisen ausgezeichnet, darunter die Temple Gold Medal der Pennsylvania Academy of Fine Arts im Jahr 1887.

## Werk
Alexander Harrison war bekannt für seine Seestücke, insbesondere für Werke wie „The Wave“ in der Pennsylvania Academy of the Fine Arts. Dieses an der bretonischen Küste entstandene Gemälde ist eines von vielen, die Alexander Harrison in Serie malte und in denen er sanft brechende Wellen darstellte, ein Konzept, das wahrscheinlich von den französischen Impressionisten inspiriert war. Obwohl Alexander Harrison für seine Fähigkeiten als Pleinair-Maler bekannt war, wird angenommen, dass dieses Werk nach einer Reihe von Skizzen aus dem Gedächtnis gemalt wurde. Das Werk wurde 1885 auf dem Pariser Salon und 1889 auf der Weltausstellung mit großem Erfolg ausgestellt. Seit seinem Erwerb ist „Die Welle“ eines der beliebtesten Gemälde in der Sammlung der Pennsylvania Academy.

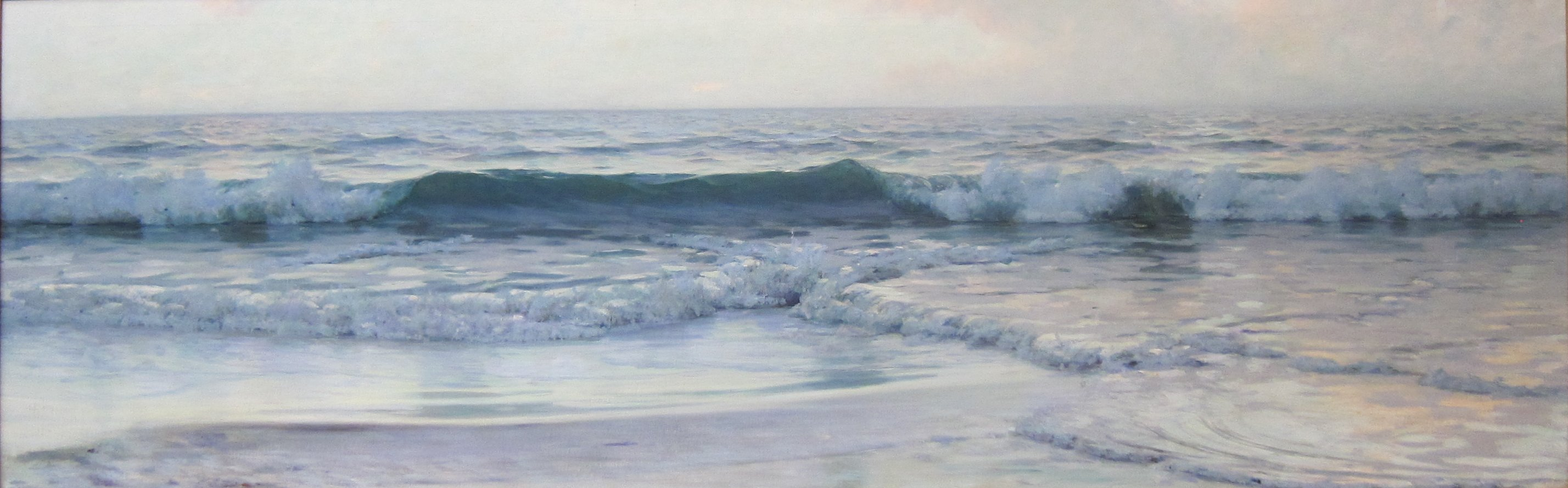
The Wave von Alexander Harrison, c. 1885. Pennsylvania Academy of the Fine Arts

### Marcel Proust
Während die Marcel Proust Forschung seit langem den Einfluss von James McNeill Whistler (1834–1903) auf die Gestaltung des fiktiven Künstlers Elstir im zweiten Band von Auf der Suche nach der verlorenen Zeit anerkennt, wurde die weitaus entscheidendere Rolle von Alexander Harrison übersehen. Um 1900 war Harrison ebenso berühmt wie Whistler. Alexander Harrisons tonalistische Seestücke sowie seine künstlerische Persönlichkeit und Philosophie scheinen jedoch nicht nur für die Entwicklung der Figur des Elstir in Within a Budding Grove, sondern auch für Prousts Stil und ästhetische Strategie von grundlegender Bedeutung gewesen zu sein.
1895 besuchten der 24-jährige Marcel Proust und sein Freund, der in Venezuela geborene Komponist Reynaldo Hahn (1874–1947), den bretonischen Küstenort Beg-Meil (das fiktive Rivebelle in der Nähe des Küstenortes Balbec in Within a Budding Grove), wo Alexander Harrison sein Atelier hatte. Diese erste Begegnung mit dem Künstler und die Zeit, die er mit ihm in seinem Atelier und an der Küste verbrachte, markierten einen Wendepunkt in Prousts Entwicklung. Harrisons Landschaftsbilder und seine künstlerische Philosophie scheinen Proust dazu inspiriert zu haben, die Poesie des Ortes zum zentralen Element seiner Erzählungen zu machen. 
Der junge Proust von 1895, der zunächst von Harrisons Ruhm fasziniert war, fühlte sich von dem bescheidenen Leben des Malers ebenso angezogen wie von dessen Hingabe, die flüchtigen Effekte des sich auf dem Meer spiegelnden Lichts bei Sonnenuntergang und Mondschein einzufangen. Proust und Hahn besuchten Harrison 1897 erneut in seinem Pariser Atelier, und 1908 schrieb Proust, Harrison sei für ihn „ein anregender Führer“ gewesen. 
Ein Proust-Biograph vermerkte die elektrisierende Wirkung, die Harrison auf den beeinflussbaren Proust ausübte: “Harrison rented a ramshackle studio constructed of unpainted planks on a nearby farm. Fanatical about the beauty of the sunsets at Beg-Meil, every evening he ran down to the dunes to watch the sun sink into the sea. Soon Proust and Hahn were joining him for the late afternoon race to catch the sunsets, whose brilliant, shifting colors Hahn described...: ‘We have seen the sea successively turn blood red, purple, nacreous with silver, cold, white, emerald green, and yesterday we were dazzaled by an entirely pink sea speckled with blue sails.’” („Harrison mietete ein baufälliges Atelier aus unbemalten Brettern auf einer nahe gelegenen Farm. Begeistert von der Schönheit der Sonnenuntergänge in Beg-Meil, lief er jeden Abend hinunter zu den Dünen, um die Sonne im Meer versinken zu sehen. Bald schlossen sich Proust und Hahn ihm an, um am späten Nachmittag die Sonnenuntergänge zu beobachten, deren leuchtende, wechselnde Farben Hahn beschrieb...: ‚Wir haben gesehen, wie sich das Meer nacheinander blutrot, purpurrot, perlmuttartig mit Silber, kalt, weiß, smaragdgrün färbte, und gestern wurden wir von einem völlig rosafarbenen, mit blauen Segeln gesprenkelten Meer geblendet.‘“)